# Thorvald Boye
Thorvald Boye, född 1 februari 1871 i Arendal, död 10 december 1943, var en norsk jurist. Han var far till Thore Albert Boye.
Boye blev 1894 juris kandidat, anställdes 1897 i justitiedepartementet, blev 1911 byråchef där och 1913 i socialdepartementet, 1917 expeditionschef där och 1922 høyesterettdomare. Från 1912 var han lärare i folkrätt vid militära högskolan. 
Boye studerade, med universitetsstipendier, internationell privaträtt och allmän folkrätt i Berlin, Paris och London. År 1901 tilldelades han Kristiania universitets guldmedalj för en avhandling om den internationella privaträttens grundprinciper, 1912 blev han juris doktor med ett större arbete om De væbnede Neutralitetsforbund. Förutom en rad avhandlingar i folkrätt i tidskrifter publicerade han en handbok i Norsk Medicinallovgivning (1912), Traktater angaaende krigsførsel og nøitrales forhold (1914) och Haandbok i folkeret (1917–18).